# Тројица против свих... а жена четврта
„Тројица против свих... а жена четврта” је југословенски ТВ филм из 1968. године. Режирао га је Љубомир Драшкић а сценарио је написао Брана Црнчевић.

## Улоге
| Глумац           | Улога |
| ---------------- | ----- |
| Ђорђе Јелисић    |       |
| Раде Марковић    |       |
| Владимир Поповић |       |
| Ружица Сокић     |       |